# Энрико (маркиз Монферратский)
Энрико (итал. Enrico; 1020, Казале-Монферрато, Монферратское маркграфство — 14 марта 1045, Казале-Монферрато) —
маркграф Монферрато из дома Алерамичи.

## Биография
Энрико Алерамичи, сын монферратского маркграфа Гульельмо III и Вазы, родился в Казале-Монферрато в 1020 году.
В 1041 или по другим данным 2 января 1042 года Энрико стал маркграфом Туринским, женившись на Аделаиде Сузской, вдове Германа IV Швабского.
С 1042 года совместно со своим братом Оттоном II правил Монферратом. Это позволило объединить на некоторое время Туринскую и Монферратскую марки. Умер Энрико 14 марта 1045 года.

## Брак и потомство
Энрико Монферратский был женат на Аделаиде Сузской. Детей в этом браке не было.